# アルコール温度計

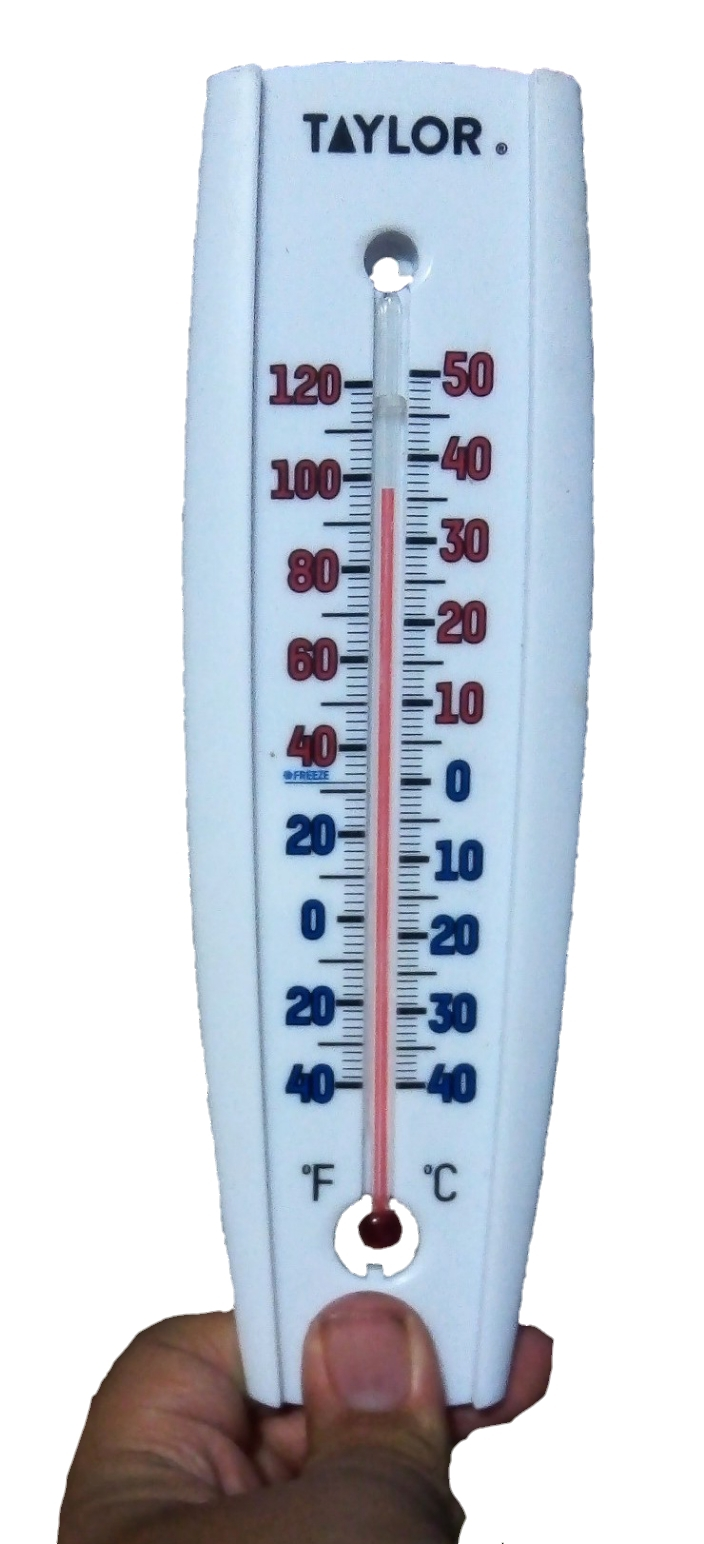

アルコール温度計（アルコールおんどけい）は、水銀温度計の代替品であり、同様の機能を備える。水銀温度計と異なり、アルコール温度計の中身は毒性が低くすぐ蒸発する。エタノールのものは安く、破損した場合に液体により生じる危険性が低いため最も広く使用されている。
同じガラスの毛細管に接続されたガラス球に有機液体が含まれており、端は膨張球で密閉される。液体の上の空間は窒素と液体の蒸気の混合物である。作動温度範囲では、液体間のメニスカス又は界面は毛細管内にある。温度が上がると液体の量が増え、メニスカスが毛細管を上に上昇する。メニスカスの位置は書かれた目盛りに対する温度を示す。
使用される液体は製造者と作動温度範囲によるが、エタノール、トルエン、ケロシン、酢酸イソアミルである。これらは透明なので、赤または青の染料を加えることで見やすくすることができる。毛細管含むガラスの半分は通常目盛りを読み取りやすくするための背景とするために白または黄色のエナメル塗料が塗られている。
温度計の有用性の範囲は、使用する液体の沸点により設定される。エタノールを充填した温度計の場合、測定の上限は78 °C (172.4 °F)であり、日中、夜間、体温の測定に役立つがこれらよりずっと高温というわけではない。
最低気温の気象学的測定には水銀よりもエタノールを充填した温度計を使用することが好まれ、−70 °C (−94 °F)まで使用できる。低温を測定する温度計の能力の物理的限界は、使用される液体の凝固点である。エタノールは-114.9 °C (-174.82 °F) で凍結する。アルコール温度計がエチルアルコール、トルエン、ペンタンを組み合わせたものを使用している場合、低い温度は広がり−200 °C (−328 °F) までの温度を測定することができる。ただし、測定温度範囲である約−200 °C から 78 °C は使用されるアルコールの種類に大きく依存する。

## 歴史
アルコール温度計は、最も初期の効率的な当時最新の温度測定器具であった。多くの初期の重要な発明の場合と同様に、複数人が発明者とされている。これらの人にはフェルディナンド2世・デ・メディチが含まれる。彼は1654年に液体の膨張に依存し、空気圧には依存しない、球と幹を備え、部分的にアルコール又は尿で満たされた密閉された管を作成した。ブリタニカ百科事典などの情報源ではドイツの科学者ガブリエル・ファーレンハイトが1709年にアルコール温度計を発明したとしている。ファーレンハイトは熟練のガラス吹き工であり、彼のアルコール温度計は世界初の信頼できる温度計であった。